# 砷化钬
砷化钬是一种无机化合物，化学式为HoAs，它在常压下具有NaCl结构，在46 GPa下发生相变。它可由砷和钬在高温反应制得。它的结构相变及磁相变可以产生压热效应。